# Ola Källenius
Ola Källenius (Västervik, 11 de junho de 1969) é um executivo de negócios sueco. É o presidente do Conselho de Administração da Daimler AG e chefe da Mercedes-Benz. É o primeiro não alemão em ambas as posições.

## Educação
Källenius se formou na Escola de Economia de Estocolmo e na Universidade de São Galo, com mestrado, o Mestrado na Global Alliance in Management Education (CEMS) em finanças e contabilidade.

## Carreira
Källenius iniciou sua carreira em 1993 na antiga Daimler-Benz AG, onde trabalhou no International Junior Research Group. Após outras atribuições iniciais no controle de gestão, assumiu vários cargos de gestão na Daimler AG, incluindo o cargo de chefe do departamento de compras Powertrain do grupo Mercedes-Benz Cars.
Em 2010, assumiu a presidência do conselho de administração da Mercedes-AMG GmbH, Källenius permaneceu neste até ser substituído por Tobias Moers em 1 de outubro de 2013. Desde outubro de 2013, é membro do conselho executivo da Mercedes-Benz Cars e era responsável pelas vendas. Foi nomeado para o conselho de administração da Daimler AG em 1 de janeiro de 2015. Em 1 de janeiro de 2017, assumiu a gestão da divisão Group Research and Mercedes-Benz Cars Development como membro do conselho executivo. Tornou-se o sucessor de Thomas Weber, que era responsável por esta divisão desde 2004. Britta Seeger sucedeu Källenius como membro do conselho da Mercedes-Benz Cars Sales.
Källenius sucedeu Dieter Zetsche como Presidente do Conselho de Administração da Daimler AG em 22 de maio de 2019.